# One Minute (Breaking Bad)
"One Minute" es el séptimo episodio de la tercera temporada de la serie de televisión estadounidense de drama criminal Breaking Bad, y el vigésimo séptimo episodio general de la serie. Fue escrito por Thomas Schnauz y dirigido por Michelle MacLaren. El episodio sigue a Hank mientras lidia con una demanda contra la DEA por parte de Jesse después de que lo agrede físicamente. Walt intenta apaciguar a Jesse y hacer que vuelva a ser su compañero de cocina. Mientras tanto, los primos traman el asesinato de Hank y se involucran en un tiroteo con él en un estacionamiento.
"One Minute" se emitió originalmente en AMC en los Estados Unidos y Canadá el 2 de mayo de 2010. Fue visto por aproximadamente 1,519 millones de espectadores estadounidenses y recibió una calificación de Nielsen de 0,6 entre adultos de entre 18 y 49 años.

## Trama
Un flashback en México muestra a un joven Leonel Salamanca quejándose con su tío, Héctor, sobre un juguete roto por su hermano gemelo, Marco, y Leonel proclama que desea que Marco esté muerto. En respuesta, Héctor aprovecha que Marco le pasa una cerveza y mete su cabeza en una tina de agua helada a pesar de las objeciones de Leonel, y finalmente lo libera después de que Leonel lo golpea, mientras proclama: "La familia es todo". En el presente, Leonel y Marco encienden velas en un santuario improvisado de la Santa Muerte. En el centro, los gemelos colocan una foto de su próximo objetivo Hank Schrader.
Furioso porque lo engañaron haciéndole creer que su esposa estaba en el hospital, Hank va a la casa de Jesse y lo ataca cuando abre la puerta. Deja inconsciente a Jesse antes de darse cuenta de que ha ido demasiado lejos. Los paramédicos vienen y llevan a Jesse al hospital mientras Hank permanece en estado de shock. Walter y Saul Goodman llegan al hospital y reconocen a Jesse. Walt señala que estarían en la cárcel si no hubieran engañado a Hank después de que Jesse lo culpa por su situación. Jesse también afirma que le hará la vida imposible a Hank y, a pesar de las objeciones de Saul, amenaza con entregar a Walt a la DEA si él o Saul intervienen. En la DEA, Hank hace una declaración sobre lo que sucedió en el depósito de chatarra, pero suplica a la Quinta cuando se trata de sus acciones en la casa de Jesse. Luego se le informa que Jesse está presentando cargos por sus acciones. A la salida lo espera Marie y en el ascensor lo consuela cuando colapsa emocionalmente.
Skyler visita a Walt en su apartamento. Inicialmente cree que ella se está burlando de él, pero le ruega que tranquilice a Jesse para que Hank no enfrente cargos. Walt se niega a pesar de la afirmación de Skyler de que Hank es su familia y le pide que se vaya.
En el desierto, Leonel y Marco se encuentran con un camionero que vende una serie de armas. Les da una bala de punta hueca gratis y muestra su chaleco antibalas, que Leonel y Marco prueban disparándole a quemarropa. Cuando sobrevive, compran dos chalecos y lo dejan en el suelo quejándose de posibles costillas rotas.
Más tarde, en el laboratorio, Gale Boetticher intenta hacerse amigo de Walt, pero él le da la espalda luego de acusarlo de cometer un error en la producción. Obliga a un desacuerdo con Gale y luego convence a un reacio Gus para que Jesse vuelva a ser su compañero. En el hospital, Walt le propone el trabajo a Jesse, quien se burla de él como una estratagema para salvar a Hank. Inicialmente se niega, citando las fechorías anteriores de Walter contra él y sus críticas a su metanfetamina, también recordándole que después de su encuentro, Jesse solo ha vivido malos momentos. Walt admite que la metanfetamina de Jesse es buena, tan buena como la suya, y se va. Jesse finalmente llama a Walt y acepta volver a trabajar con él repartiéndose 50/50.
Hank tiene una junta con sus oficiales y antes de irse, le habla a Marie sobre lo que ha vivido desde la muerte de Tuco. En la oficina de la DEA, Hank admite haber agredido a Jesse, lo que provoca su suspensión sin paga y le confiscan su arma. Cuando Hank se va, se entera de que Jesse no presentara cargos después de todo. Más tarde, Hank va de compras y está en su camioneta en un estacionamiento cuando recibe una llamada telefónica y una voz disfrazada electrónicamente le dice que tiene un minuto para irse antes de que aparezcan dos hombres para matarlo. Al principio, se pregunta si se trata de una llamada de broma, pero después de un minuto, Leonel y Marco llegan y emboscan a Hank. Da marcha atrás con su automóvil hacia Leonel, lo inmoviliza contra otro automóvil y lo mutila de cintura para abajo, luego huye con su arma. Marco vacía su arma a dos transeúntes y recarga, dejando caer la bala de punta hueca en el proceso, antes de finalmente derribar a Hank con dos disparos. En lugar de matarlo a tiros, creyendo que sería demasiado fácil, Marco decide matar a Hank con su hacha y va a recuperarlo de su automóvil. Hank luego carga en última instancia la bala de punta hueca en el arma de Leonel y mata a Marco con un disparo en la cabeza. El hacha de Marco aterriza justo al lado de Hank, quien cae inconsciente por la pérdida masiva de sangre.

## Producción
El episodio fue escrito por Thomas Schnauz y dirigido por Michelle MacLaren; se emitió en AMC en los Estados Unidos y Canadá el 2 de mayo de 2010.
Schnauz recibió deberes de redacción para este episodio en función de la antigüedad. Originalmente había un plan para matar a los primos ya en el episodio 2. Schnauz dijo que la voz disfrazada electrónicamente que advierte a Hank podría ser Mike u otro de los secuaces de Gus, pero no está seguro de quién hizo la voz al personaje. Dijo que originalmente estaba en el guion que Mike apareciera cerca del final del episodio, pero después de que se decidió que uno de los primos viviría para llegar al próximo episodio, Mike fue eliminado del episodio.

## Recepción

### Calificaciones
"One Minute" se emitió originalmente en AMC el domingo 2 de mayo de 2010. El episodio fue visto por aproximadamente 1,519 millones de espectadores estadounidenses y recibió una calificación de Nielsen de 0,6 entre adultos de entre 18 y 49 años Esto significa que fue visto por el 0,6% de todos los jóvenes de 18 a 49 años que miraban televisión en el momento de la transmisión.

### Respuesta crítica
Donna Bowman de The AV Club elogió el suspenso y la tensión del episodio, le dio una "A" y escribió que "Dudo que necesitaras la amenaza de un desastre natural inminente para que este episodio te pusiera nervioso". Seth Amitin de IGN le dio al episodio una calificación de 10/10 ("Obra maestra") y dijo que "'One Minute' fue la mejor hora de este programa y quizás uno de los mejores episodios que hemos visto en la televisión en los últimos 20 años". En 2019, The Ringer clasificó a "One Minute" como el cuarto mejor episodio de Breaking Bad.

### Elogios
En la 62.ª edición de los Primetime Emmy Awards, "One Minute" recibió una nominación a Mejor Edición de Sonido para una Serie, mientras que Maclaren recibió una nominación a Mejor Dirección para una Serie Dramática. El episodio fue nominado a Logro destacado en edición de sonido: efectos de sonido y Foley para medios de transmisión de formato corto episódico en los premios Golden Reel de 2011.